# Caius Aemilius Ingenuus
Gaj Emilije Ingenuo (latinski: Caius Aemilius Ingenuus) bio je pripadnik XI. legije Claudia i konzularni beneficijar municipija Magnuma i municipija Malvesiatiuma.

## Životopis
Gaj Emilije Ingenuo služio je kao konzularni beneficijar u municipijima Magnum, današnji Umljanovići, i Malvesiatium, današanji Skelani u Bosni i Hercegovini. Bio je pripadnik XI. legije Claudia. U municipijima u kojima je služio postavio je dva žrtvenika Jupiteru u svetišta beneficijarskih stanica. Žrtvenik iz Magnuma okvirno je datiran u 2. stoljeće nakon Krista.

## Nalaz
Godine 1897. krčeći svoju njivu podno Baline glavice, gdje je ubiciran centar municipija Magnuma, seljak Marko Vrbatović otkrio je zidove i među njima ulomke zavjetnih žrtvenika, među kojima i onaj Gaja Emilija Ingenua. Početkom godine 1898. na Balinu glavicu je došao fra Lujo Marun kako bi pregledao lokalitet i otkupio nalaze.

## Konzularni beneficijar
Konzularni beneficijariji su legionari koji su iz svoje matične postrojbe raspoređeni u ured namjesnika provincije i najbrojniji su pripadnici ureda namjesnika s po jednim beneficijarijem po legijskoj centuriji. Iako im je ulogu teško precizirati zbog posve općenitog naziva, epigrafski dokazi ukazuju na to da su beneficiarii consularis kao vojnici korišteni za niz poslova u okviru ureda namjesnika provincije. Međutim, njihov raspored u stanicama, većinom duž graničnih provincija, pokazuje da je njihova funkcija dio organiziranog sustava provincijalne administracije. Konzularni beneficijariji su u stanicama bili raspoređeni uglavnom na šest mjeseci, a u svetištima u kompleksu stanice ostavljali su zavjetne žrtvenike posvećene najčešće Jupiteru, kao što je slučaj i kod Gaja Emilija Ingenua, koje su postavljali povodom dolaska u stanicu ili napuštanja stanice. Konzularni beneficijariji su u izravnom dodiru s lokalnim stanovništvom kao predstavnici namjesnika provincije. Svi poslovi koje lokalno stanovništvo ima s rimskom centralnom vlašću započinju kontaktom s beneficijarijem.